# أغبار
أغبار هي جماعة قروية في إقليم الحوز بجهة مراكش آسفي. وهي تضم .. نسمة، حسب الإحصاء العام للسكان والسكنى لسنة 2014.
يبعد مركز الجماعة عن تارودانت بـ 100 كلم، وعن مدينة مراكش بـ 140 كلم.

## دواوير الجماعة
- دوار ويدرارن
- دوار المكايات
- دوار تنمرت
- دوار إكيس
- دوار أنارغي
- دوار إيك
- دوار أدوز
- دوار زريت
- دوار أمندار
- دوار ويزمارن
- دوار إمليل
- دوار أمسيوي
- دوار توريرت
- دوار أكادير إجانتن
- دوار إكيسان
- دوار تويالين

## التعليم
قائمة المؤسسات التعليمية في جماعة أغبار:
- مجموعة مدارس تنمرت (المركزية: .. / الوحدات: ..)
- مجموعة مدارس المكيات (المركزية: .. / الوحدات: أكادير إجناتن)
- مجموعة مدارس إك (المركزية: .. / الوحدات: ..)